# 笹本孝
笹本 孝（ささもと たかし、1933年1月19日 - ）は、日本のフランス文学者、翻訳家。

## 略歴
東京生まれ。
1963年、早稲田大学仏文科卒。1967年、同大大学院博士課程単位取得満期。パリ第3大学へ留学。跡見学園女子大学講師、助教授、教授、2002年定年退任。
フランス現代詩が専門。

## 著書
- 『アリーナ』（近代文芸社） 2005

## 翻訳
- 『アンドレ・ブルトン』（J・L・ベドゥアン編著、稲田三吉共訳、思潮社、セリ・ポエティク） 1969
- 『エブドメロス』（ジョルジョ・デ・キリコ、思潮社） 1970
- 『エグルティエール家の人びと』（アンリ・トロワイヤ、サイマル出版会） 1973
- 『伝説の国』（ルネ・デヴナン、白水社、文庫クセジュ） 1974
- 『ブルトン詩集』（アンドレ・ブルトン、ジャン＝ルイ・ベドゥアン編、稲田三吉共訳、思潮社） 1974
- 『古代ローマ帝国への冒険』（フィリップ・エブリー、朝日ソノラマ、ソノラマグリーン文庫、不可能の征服者シリーズ3） 1975
- 『シュルレアリストたち』（フィリップ・オードワン、岡谷公二共訳、白水社） 1977
- 『キリコ回想録』（佐々木菫共訳、立風書房） 1980
- 『狂気の愛』（アンドレ・ブルトン、思潮社、シュルレアリスム文庫) 1988
- 『透視術 予言と占いの歴史』（ジョゼフ・デスアール, アニク・デスアール、阿部静子共訳、白水社、文庫クセジュ） 2003

### 「プチ・ニコラ」シリーズ
- 『プチ・ニコラ』正・続（ゴシニー文、ジャン＝ジャック・サンペ絵、牧神社出版） 1973
- 『新プチ・ニコラ』（ゴシニー文、サンペ絵、牧神社） 1977
- 『ジョアシャンのゆううつ』（ゴシニー文、サンペ絵、美神館） 1980
- 『おしゃれなパリのプチ・ニコラ』（ゴシニー文、サンペ絵、美神館） 1980
- 『プチ・ニコラ海へ行く』（ゴシニー文、サンペ絵、美神館） 1980
- 『プチ・ニコラとゆかいな仲間』（ゴシニー文、サンペ絵、美神館） 1980
- 『プチ・ニコラのヴァカンス』（ゴシニー文、サンペ絵、美神館） 1980

## 参考
- 『エグルティエール家の人びと』 訳者紹介